# Louky v oboře Libeň
Přírodní rezervace Louky v oboře Libeň byla vyhlášena roku 1989 a nachází se u obce Mšecké Žehrovice. Důvodem ochrany jsou zamokřelé louky s bohatou květenou a společenstva bílých strání.